# Карл Бьоркман
Карл Бьоркман (фін. Carl Björkman; 15 лютого 1873 - 5 вересня 1948) — фінський політик, перший прем'єр-міністр Аландських островів.
Карл Бьоркман за національністю був шведом. Після проголошення незалежності Фінляндії у 1917 році, разом з Юліусом Сундбломом організували рух за приєднання Аландських островів до Швеції. Виникла так звана Аландська криза. Перед розв'язанням кризи Бьоркман разом з Юліусом Сандбломом був заарештований фінською поліцією і кілька днів перебував у в'язниці, за звинуваченням у державній зраді. У 1922 році, за сприянням Ліги Націй, на Аландських островах було створено автономію, а карл Бьоркман став першим прем'єр-міністром Аландських островів. На посаді пробув до 1938 року.